# 563716 Szinyeimersepal
563716 Szinyeimersepal este o planetă minoră (asteroid) din centura de asteroizi. A fost descoperită pe 31 octombrie 2013 la Piszkéstetői Obszervatórium⁠(d) de Štefan Kürti⁠(d) și a fost numită după Szinyei Merse Pál⁠(d). 
Obiectul prezintă o orbită caracterizată de o semiaxă mare de 3,2098136280652 UAi, o excentricitate de 0,065708594777121, o înclinație de 10,896839049858 ° în raport cu ecliptica.